# Арру (річка)
Арру (фр. Arroux) — річка у Франції.
Річка Арру протікає на сході Франції, в регіоні Бургундія. Довжина Арру — 132 кілометри. Виток її знаходиться на території комуни Кулетр. Річка тече спершу на захід, а потім на південний захід, перетинаючи департаменти Кот-д'Ор і Сона і Луара. Річка є правою притокою Луари, в яку впадає поблизу міста Дігуен.
В кінці XIX століття води Арру були у міста Геньон за допомогою 14-ти кілометрового каналу відведені в Центральний канал для поліпшення його водопостачання (у міста Дігуен). Через цей додатковий канал аж до 50-х років ХХ століття пропускалися річкові судна, аж до того моменту, коли гавань міста Геньон була закрита.
Міста на берегах Арру: Дігуен, Геньон, Отен.
Притоки Арру: Меше, Терни — (праві притоки); Лаканш, Бурбенса — (ліві притоки).